# Euphyllia glabrescens
Espèce
Synonymes
- Caryophyllia angulosa Quoy & Gaimard, 1824[2]
- Caryophyllia glabrescens Chamisso & Eysenhardt, 1821[2] - protonyme
- Catalaphyllia okinawaensis Eguchi & Shirai, 1977[2]
- Euphyllia (Euphyllia) glabrescens (Chamisso & Eysenhardt, 1821)[2]
- Euphyllia costulata (Milne Edwards & Haime, 1849)[2]
- Euphyllia gaimardi (Milne Edwards & Haime, 1849)[2]
- Euphyllia laxa Gravier, 1910[2]
- Euphyllia rugosa Dana, 1846[2]
- Euphyllia striata (Milne Edwards & Haime, 1849)[2]
- Euphyllia turgida Dana, 1846[2]
- Leptosmilia costulata Milne Edwards & Haime, 1849[2]
- Leptosmilia gaimardi Milne Edwards & Haime, 1849[2]
- Leptosmilia glabrescens (Chamisso & Eysenhardt, 1821)[2]
- Leptosmilia rugosa (Dana, 1846)[2]
- Leptosmilia striata Milne Edwards & Haime, 1849[2]
- Lobophyllia glabrescens (Chamisso & Eysenhardt, 1821)[2]

Statut de conservation UICN

 NT  : Quasi menacé
Statut CITES
Euphyllia glabrescens est une espèce de coraux de la famille des Euphylliidae.

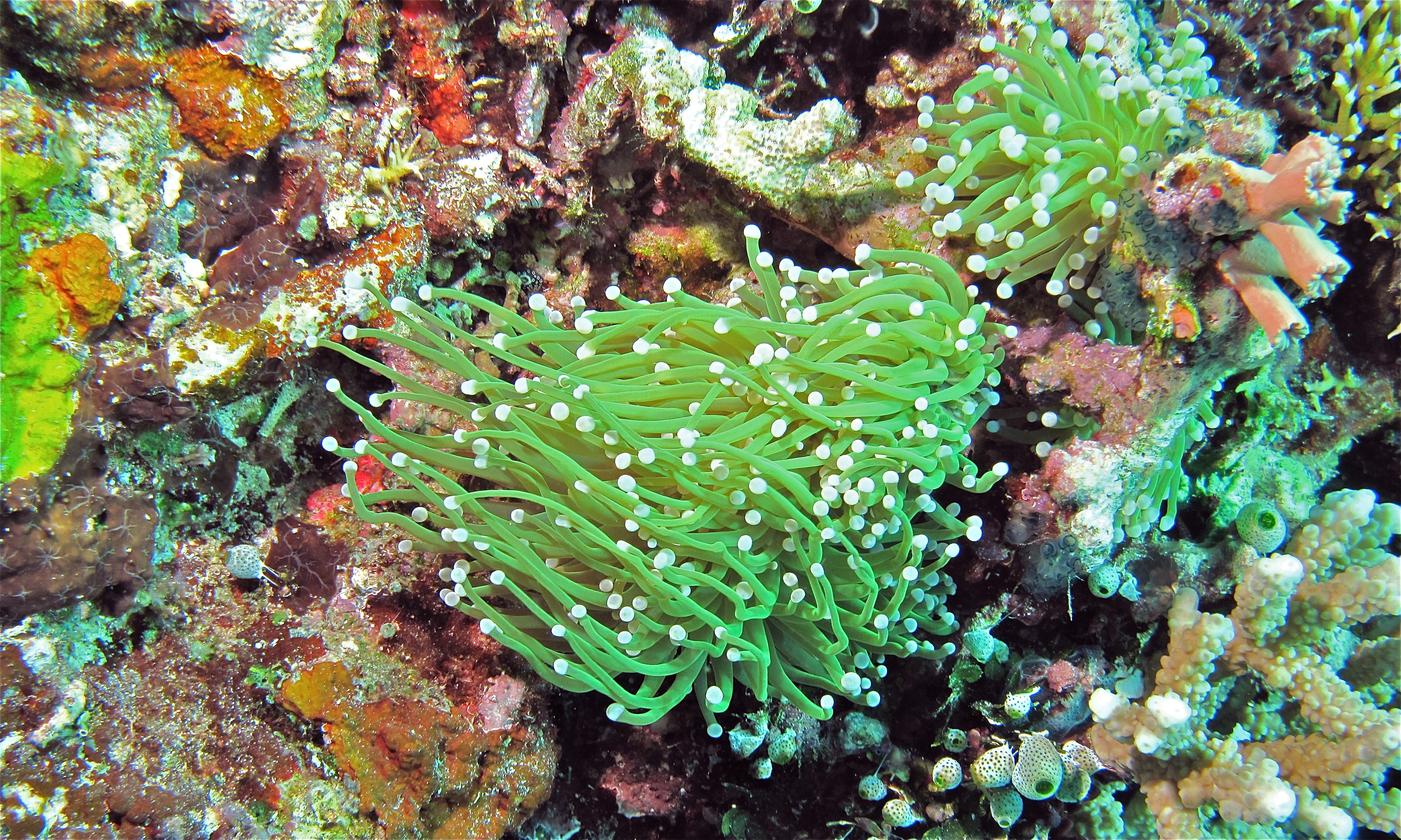
Euphyllia glabrescens (Sulawesi, Indonésie)

## Publication originale
- Chamisso & Eysenhardt, 1821 : De animalibus quibusdam e classe vermium Linneana, in circumnavigatione Terrae, auspicante Comite N. Romanoff, duce Ottone di Kotzebue, annis 1815-1818 peracta, observatis Fasciculus secundus, reliquos vermes continens. Nova Acta physico-medica Academiae Cesareae Leopoldino-Carolinae, vol. 10, pp. 343-373 (texte intégral) (la).